# Valchov

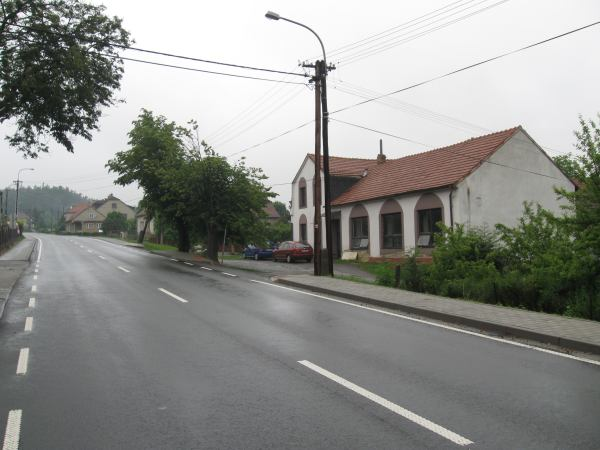
Ortsansicht

Valchov (deutsch Walchau, früher Walchow) ist eine Gemeinde in Tschechien. Sie liegt fünf Kilometer südöstlich von Boskovice und gehört zum Okres Blansko.

## Geographie
Valchov befindet sich im Drahaner Bergland an der Einmündung des Baches Ludíkovský potok in den Valchovský potok bzw. Valchovka. Der Ort liegt – umgeben von Wäldern – auf einer großen Lichtung. Nordöstlich erhebt sich die Přibitá (682 m), im Süden der Perný (637 m) und südwestlich der Holíkov (666 m). Gegen Norden befindet sich die Talsperre Boskovice. Nordöstlich liegt die mittelalterliche Wüstung Jabloňsko, im Südwesten die Wüstungen Přivyšina, Holíkov und Novošice.
Nachbarorte sind Vratíkov und Velenov im Norden, Suchý im Nordosten, Žďárná im Osten, Vysočany im Südosten, Ludíkov und Němčice im Süden, Kuničky und Doubravice nad Svitavou im Südwesten, Újezd u Boskovic und Pilský Dvůr im Westen sowie Ledková Huť, Pod Bořím, Boskovice und Hrádkov im Nordwesten.

## Geschichte
Die erste schriftliche Erwähnung des zur Herrschaft Boskovice gehörigen Ortes erfolgte im Jahre 1505. Besitzer des Dorfes waren zu dieser Zeit die Herren von Boskowitz. 1547 verkauften die Boskowitzer die Herrschaft einschließlich der Dörfer Valchov, Velenov, Žďárná, Ludíkov und Protivanov an Simon Eder von Sstiawnicz (Šimon Eder ze Štiavnice). 1569 erwarb das Geschlecht von Zástřizl die Güter. Nachdem die Herren von Zástřízl im Mannesstamme ausgestorben waren, schenkte Susanne von Zástřízl die Herrschaft Boskowitz 1689 ihrem dritten Ehemann Walther Graf von Dietrichstein. In der Umgebung des Dorfes wurde Eisenerz abgebaut. Im Zuge der Einrichtung der Pfarre Žďárná wurde Valchov 1748 von Boskovice nach Žďárná umgepfarrt. Zum Ende des 18. Jahrhunderts erfolgte bei Valchov Bergbau auf Eisenvitriol und Kohle. Im Jahre 1800 wurde in Valchov eine eigene Schule eingerichtet, nachdem die Bewohner dem Lehrer von Žďárná das Schulgeld verweigerten. Bis zur Mitte des 19. Jahrhunderts blieb Valchov immer nach Boskovice untertänig.
Nach der Aufhebung der Patrimonialherrschaften bildete Valchov ab 1850 eine Gemeinde in der Bezirkshauptmannschaft Boskovice. Nach dem Erlöschen des Hauses Dietrichstein fielen die Güter 1864 den Grafen Mensdorff-Pouilly zu. 1878 wurde der Bergbau in Valchov eingestellt. Bei Valchov wurde zudem ein bernsteinähnliches Erdharz, das von den Einheimischen als Erdweihrauch und wissenschaftlich als Walchowit bezeichnet wurde, gewonnen. Die Bewohner des Dorfes verwendeten es zum Räuchern des Viehs. Im Jahre 1882 wurde ein eigenes Schulhaus eingeweiht. Im Jahre 1908 eröffnete in Valchov ein Postamt. Die Post wurde 1950 wieder aufgehoben. Mit Beginn des Jahres 1961 wurde Valchov dem Okres Blansko zugeordnet. 1976 erfolgte die Eingemeindung von Velenov. Im Jahre 1981 schloss die Schule und 1992 wurde das Gebäude zum Feuerwehrhaus der Freiwilligen Feuerwehr umgenutzt. 1986 wurde Valchov nach Boskovice eingemeindet. Im Januar 1992 entstand die Gemeinde Valchov wieder. Seit 2001 führte Valchov ein Wappen und Banner, das u. a. die Eichen aus dem Wappen der Boskowitzer enthält und die Farben des Wappens der Schemnitzer Bergunternehmer Eder trägt.

## Gemeindegliederung
Für die Gemeinde Valchov sind keine Ortsteile ausgewiesen. Zu Valchov gehört die Einschicht Ledková Huť (Alaunsiederei).

## Sehenswürdigkeiten
- Kapelle St. Peter und Paul im Ortszentrum, sie wurde im Jahre 2003 geweiht
- Naturschutzgebiet Vratíkov mit Höhle Čtyřka, nördlich des Dorfes über der Einmündung des Valchovský potok in die Talsperre
- Trinkwassertalsperre Boskovice